# رابطه منحصربه‌فرد
رابطه منحصربه‌فرد (به هندی: Anokha Bandhan) و (به انگلیسی: Unique Relation) فیلمی هندی محصول سال ۱۹۸۲ و به کارگردانی مهول کومار است. در این فیلم بازیگرانی همچون آشوک کومار، جیتندرا، شبانه اعظمی، نوین نیشچول، ساتین کاپو، آریونا ایرانی و شاشیکالا ایفای نقش کرده‌اند.